# Rezervația naturală Ghiliceni
Ghiliceni este o rezervație naturală silvică în raionul Telenești, Republica Moldova. Este amplasată la sud-vest de satul Ghiliceni, ocolul silvic Mîndrești, Ghiliceni, parcela 24, subparcelele 1, 9, 11. Are o suprafață de 38 ha. Obiectul este administrat de Gospodăria Silvică de Stat Telenești.